# 鮑文 (香港)
鮑文，GBS，CBE，ISO，JP（1944年2月8日—），印度裔香港人，前香港政府官員，中學就讀於拔萃男書院，1965年取得香港大學文學士（榮譽）學位，主修經濟及政治。鮑文畢業後加入港府工作，任職政務主任。期間曾擔任多個政府部門及決策科的高層職位，1993年任運輸司。雖然他在香港土生土長，但出於擔心香港回歸中國後自己非華人的身份會被中央政府視為不符合擔任主要官員的國籍要求，鮑文於1996年離任提早退休。鮑文退休後隨即獲委任為公務員敍用委員會主席直至2005年4月，2006年4月出任香港紡織及成衣研發中心行政總裁。此外鮑文也是大型體育活動事務委員會成員。

## 榮譽
- 英帝國服役勳章（1991年）
- 英帝國爵級司令勳章（1996年）
- 非官守太平紳士（1997年）
- 金紫荊星章（2004年）[1]